# UN-Dekade
„Internationale Dekaden“ (Jahrzehnte, UN-Dekade) bzw. „Internationale Jahre“ werden von den Vereinten Nationen (UN bzw. UNO) ausgerufen, um die Aufmerksamkeit der Welt auf besonders wichtige und drängende Probleme zu lenken.
Diese Jahrzehnte werden wie die Internationalen Jahre durch Erklärungen („Resolutionen“) der Generalversammlung der Vereinten Nationen bestimmt; sie sehen jeweils auch (langfristige) Ziele und Maßnahmen zur Verbesserung des jeweiligen Anliegens vor. Je nach Thema wird eine der UN-Organisationen mit der weltweiten Steuerung und Koordination der ausgerufenen Periode beauftragt und die Mitgliedstaaten sollen sich an der Umsetzung der Ziele auf nationaler Ebene beteiligen.

## Internationale Dekaden
Jeweils ab Jahr des Beginns,

### 1960 bis 1969
- 1960–1970: UN-Dekade für (wirtschaftliche) Entwicklung (→ Ökonomie)

### 1970 bis 1979
- 1970–1979: 1. Abrüstungsdekade
- 1971–1980: 2. UN-Dekade für Entwicklung
- 1973–1983: UN-Dekade gegen Rassismus
- 1976–1985: UN-Dekade der Frau
- 1978–1988: UN-Dekade für Transport und Telekommunikation in Afrika

### 1980 bis 1989
- 1980–1989: UN-Dekade für industrielle Entwicklung in Afrika
  - 2. Abrüstungsdekade
- 1980–1990: 3. UN-Dekade für Entwicklung
  - Internationale Dekade für das Recht auf Zugang zu sauberem Wasser und Sanitäranlagen
- 1983–1992: UN-Dekade für benachteiligte Menschen
- 1983–1993: 2. UN-Dekade gegen Rassismus
- 1988–1997: Weltdekade für kulturelle Entwicklung

### 1990 bis 1999
- 1990er: 3. Abrüstungsdekade
- 1990–1999: Internationale Dekade für Katastrophenvorbeugung / Völkerrechtsdekade der Vereinten Nationen
- 1990–2000: Internationale Dekade für die Beseitigung des Kolonialismus
- 1991–1998: 4. Entwicklungsdekade der Vereinten Nationen
  - 2. Verkehrs- und Kommunikationsdekade in Afrika
  - Dekade der Vereinten Nationen zur Bekämpfung des Drogenmissbrauchs
- 1993–2002: 2. Dekade für die industrielle Entwicklung Afrikas
  - Asiatisch-pazifische Behinderten-Dekade
- 1993–2003: 3. Dekade zur Bekämpfung von Rassismus und rassischer Diskriminierung
- 1994–2004: Internationale Dekade der autochthonen Bevölkerungsgruppen der Welt
- 1995–2004: Dekade zur Erziehung für Menschenrechte
- 1997–2006: 1. Dekade der Vereinten Nationen für die Beseitigung der Armut

### 2000 bis 2009
- 2001–2010: UN-Dekade zur Bekämpfung der Malaria
  - 1. Internationale Dekade für die Beseitigung des Kolonialismus
  - Internationale Dekade für eine Kultur des Friedens und der Gewaltlosigkeit zugunsten der Kinder dieser Welt
  - 2. Dekade für die Beseitigung des Kolonialismus
  - Dekade zur Zurückdrängung der Malaria in den Entwicklungsländern, insbesondere in Afrika
- 2003–2012, „UN-Literatur-Dekade“: Bildung für Alle („Welt-Alphabetisierungs-Dekade“)
- 2005–2014: 2. internationales Jahrzehnt der indigenen Völker der Erde
  - UN-Dekade Bildung für eine nachhaltige Entwicklung
- 2005–2015: Internationale Aktionsdekade „Wasser – Quelle des Lebens“ („UN-Dekade für das Menschenrecht auf Zugang zu sauberem Trinkwasser“)
- 2006–2016: UN-Dekade für Wiederherstellung zerstörter Regionen (nach der Nuklearkatastrophe von Tschernobyl)
- 2008–2017: 2. Dekade zur Bekämpfung der Armut

### 2010 bis 2019
- 2011–2020: UN-Dekade Biologische Vielfalt
- 2015–2024: Internationale Dekade der Menschen afrikanischer Abstammung unter dem Motto „Menschen afrikanischer Abstammung: Anerkennung, Gerechtigkeit und Entwicklung“
- 2016–2025: UN-Dekade zur Bekämpfung der Unterernährung und ernährungsbedingter Krankheiten
  - 3. UN-Dekade für industrielle Entwicklung in Afrika
- 2018–2028: UN-Dekade Wasser für eine nachhaltige Entwicklung (Water Action Decade „Averting a global water crisis“)[1][2] (→ Weltwasserkonferenz)
- 2019–2028: UN-Dekade der bäuerlichen Kleinstbetriebe

### Seit 2020
- 2021–2030: UN-Dekade der Meeresforschung für nachhaltige Entwicklung (UN-Dekade der Ozeane)[3][4]
- 2021–2030: UN-Dekade zur Wiederherstellung von Ökosystemen[5]
- 2022–2032: UN-Dekade der indigenen Sprachen
- 2025–2034: UN-Dekade der Aktion für Kryosphärenwissenschaften[6][7]